# John Charles Fields
John Charles Fields (ur. 14 maja 1863 w Hamilton, zm. 9 sierpnia 1932 w Toronto) – kanadyjski matematyk z Uniwersytetu w Toronto.

## Życiorys
Stopień bakałarza (B.A.) w dziedzinie matematyki uzyskał na Uniwersytecie w Toronto w roku 1884, doktorat zrobił w amerykańskim Johns Hopkins University w 1887 roku. W latach 1889–1892 wykładał matematykę w Allegheny College, potem kontynuował przez pewien czas studia w Europie, gdzie spotkał się m.in. z Frobeniusem i Maksem Planckiem.
Po powrocie związał się już na stałe z Uniwersytetem w Toronto – aż do swej śmierci 9 sierpnia 1932 roku. Był członkiem kanadyjskiego Royal Society oraz Royal Society w Londynie. W 1924 roku przewodniczył Międzynarodowemu Kongresowi Matematyków, który wówczas obradował w Toronto. W 1995 roku otwarto na Uniwersytecie na Toronto Instytut Badań Matematycznych im. Fieldsa (Fields Institute for Research in Mathematical Sciences).
Medal i nagrodę swego imienia ustanowił w testamencie, w którym również zawarł propozycje organizacyjne, dotyczące sposobu przyznawania tych wyróżnień. Propozycje te zostały przyjęte już w roku jego śmierci przez Międzynarodowy Kongres Matematyków, który wówczas obradował w Zurychu w Szwajcarii. Gremium to postanowiło, że po raz pierwszy Medal Fieldsa zostanie nadany w cztery lata później, na następnym Międzynarodowym Kongresie, który miał odbyć się w Oslo.